# 南郷インターチェンジ (滋賀県)
南郷インターチェンジ（なんごうインターチェンジ）は、滋賀県大津市石山内畑町にある地域高規格道路京滋バイパスのインターチェンジである。
草津方面からの流出と草津方面への流入ができるハーフICである。ここより宇治方面はトンネル区間となる。久御山JCTで第二京阪道路と接続するまでは、ここに南郷本線料金所があった。建設時の仮称は外畑ICであった。

## 道路
- E88 京滋バイパス（国道1号・2番）

## 接続道路
- 滋賀県道3号大津南郷宇治線
- 大津市道幹2028号線
南大津大橋を渡る宇治田原町東部からのアクセス道路。京都府道・滋賀県道783号宇治田原大石東線に接続する他、更に宇治田原山手北線に接続する延伸が事業中である。

## 料金所
- ブース数：4

### 入口
- ブース数：2　
  - ETC専用：1
  - ETC・一般：1

### 出口
- ブース数：2　
  - ETC専用：1　
  - ETC・一般：1

## 周辺
- 瀬田川
- 南大津大橋
- 岩間寺

## 隣
E88 京滋バイパス
(30-2) 瀬田東JCT/IC - (1) 石山IC - (2) 南郷IC - (3) 笠取IC - 宇治TN